# Family for Christmas
Family for Christmas è un film per la televisione statunitense-canadese del 2015, diretta da Amanda Tapping. È liberamente ispirato al film con Nicolas Cage The Family Man.

## Trama
Dopo aver esposto un'organizzazione di beneficenza corrotta, la giornalista investigativa di successo Hannah Dunbar è diventata corrispondente speciale per il suo ufficio di New York della sua rete. Alla festa di Natale della rete, la sua promozione è annunciata e il suo fidanzato carrierista si congratula con lei per il suo avanzamento. Il giorno seguente, un uomo vestito da Babbo Natale arriva nel suo ufficio e le parla delle cose che segretamente desidera nella vita. Quella notte nel suo attico vuoto e alto, Hannah guarda attraverso i suoi vecchi ricordi e ricorda il suo vecchio fidanzato del liceo, che lei amava. La mattina dopo, Hannah si sveglia con il suo compagno del college, Ben Matthews, nella loro casa in periferia con i loro due figli e il loro cane. Confusa, guida in città e scopre che nessuno al lavoro sa chi è, e che il suo assistente è il reporter della rete. Dopo essersi incontrata con Babbo Natale, le ricorda il suo desiderio e le dice che dovrà solo "capirlo", torna nella sua casa da suo marito e dai suoi figli, che non capiscono perché si stia comportando così stranamente. Mentre Hannah lotta per inserirsi nella sua nuova vita familiare, scopre gradualmente quanto siano speciali i suoi figli e ricorda la scintilla di amore che provava per suo marito. Pranza con Ben e cerca di incoraggiarlo a finire il romanzo che ha iniziato al college, ma non ha rimpianti di aver scelto una carriera nella pubblicità per sostenere la propria famiglia. Quella notte la famiglia aiuta la scuola a prepararsi per il concorso di Natale. La sera seguente al corteo, i suoi figli incontrarono lo stesso Babbo Natale che assicurò a Hannah il suo desiderio di Natale. Per caso, il team di notizie di Channel 8 copre il concorso, e quando il reporter principale viene ferito in un incidente minore, Hannah prende il microfono e consegna un rapporto impressionante. Il giorno successivo, Hannah viene contattata da Channel 8 e gli viene offerto un lavoro in città come reporter. Quando dice a Ben dell'entusiasmante lavoro, è turbato dalla notizia e le ricorda che se prende un lavoro a tempo pieno, non avrà tempo per i suoi figli. Dopo che Hannah trascorre il tempo tranquillo con i suoi figli, Ben le assicura che se il lavoro è davvero importante per lei, troveranno un modo. Quella notte, Hannah riceve una telefonata da Channel 8 sul suo lavoro mozzafiato che ha la possibilità di ricevere. La invitano a una cena per discutere e assicurarsi che accetterà il lavoro, poi le ricordano durante la telefonata che "l'unica cosa che puoi amare è la tua carriera". Hannah nota che la sua nuova famiglia, che ha iniziato ad amare sempre di più, è semplicemente più importante del lavoro che le viene offerto. Hannah ha finito per scegliere di assistere alla festa di Natale dei suoi figli e con suo marito invece di incontrare i dirigenti di Channel 8 per accettare il lavoro come reporter. La mattina seguente, Hannah si sveglia nel suo attico a molti piani e si rende conto che la sua amorevole vita familiare era solo un sogno. Cerca di recuperare la sua vita familiare, ma nessuno la riconosce, e uno sconosciuto vive nella casa della sua famiglia. Disperata della sua vita perduta, si imbatte nuovamente in Babbo Natale e lo implora di riprendere la sua vita familiare. Babbo Natale, tuttavia, le dice che non si trattava di cambiare il suo passato, ma di scegliere il suo futuro. Quella notte alla pista di pattinaggio, incontra il suo vecchio fidanzato, Ben, e si riuniscono per la prima volta dopo dieci anni. Lui la invita per un caffè, e i due si allontanano a braccetto verso il loro futuro insieme.